# Lob-nor
Lob-nor, Łob-nor (ujg. لوپنۇر; chiń. upr. 罗布泊; chiń. trad. 羅布泊; pinyin Luóbù Pō) – prawie wyschnięte jezioro we wschodniej części Kotliny Kaszgarskiej, w regionie autonomicznym Sinciang w zachodniej części Chin, na wysokości 778 m n.p.m.. 

## Charakter
Jezioro jest słonowodne i bezodpływowe. Okresowo zasilane przez rzekę Tarym. Powierzchnia misy jeziora, na większym obszarze wyschniętej, wynosi przeciętnie około 3000 km². 

## Historia
Nad jeziorem leżało starożytne miasto Loulan. Odkrycia dla nauki europejskiej tego jeziora dokonał w 1877 Mikołaj Przewalski. Opublikowana przez niego mapa sprowokowała trwający wiele lat spór dotyczący położenia, kształtu i wielkości jeziora. Okazało się bowiem, że informacje Przewalskiego nie zgadzały się z wcześniejszymi mapami chińskimi tego regionu, które zakładały, że akwen posiada stałe zasilanie w wodę i powierzchnię 5300 km².
Podczas jednej ze swych pierwszych wypraw w roku 1896 dotarł do jeziora również szwedzki badacz Sven Hedin. Wkrótce stwierdzono, że położenie i powierzchnia jeziora Łob-nor są zmienne ze względu na zasypywanie go przez wielkie piaszczyste wydmy oraz że jezioro nie ma ściśle określonej linii brzegowej.
Od 1964 poligon nuklearny.